# コーデル・モースン
コーデル・"ブギー"・モースン（Cordell "Boogie" Mosson、本名：カーデル・モースン・ジュニア（Cardell Mosson Jr）、1952年10月16日 - 2013年4月18日）は、アメリカ合衆国のミュージシャンでベーシスト。1970年代にPファンクのベーシストとして活躍した。

## 略歴
コーデルは幼少時をニュージャージー州プレインフィールドで過ごした。プレインフィールド生まれのゲイリー・シャイダーと幼なじみで親友であった。またジョージ・クリントン率いるザ・パーラメンツ（パーラメントの前身）でベースを弾いたリチャード・ボイス (Richard Boyce) とギタリストのフランキー・ボイス (Frankie Boyce) はいとこであり、リチャードに触発されてベースを弾くようになった。しかし、プレインフィールドは犯罪がはびこり環境がわるく、16歳の時にゲイリーとともにカナダに移住した。そこで彼はゲイリーとともに、ユナイテッド・ソウル (United Soul) というファンク・ロックバンドに参加したが、ファンカデリックを辞めたビリー・ネルソンの代わりのベーシストを探していた、Pファンク軍団率いるジョージ・クリントンの目にとまり、1972年ゲイリーとともにPファンクに参加することとなった。ファンカデリック1972年発表のアルバム『アメリカ・イーツ・イッツ・ヤング America Eats Its Young』では、ブーツィー・コリンズやプラカーシュ・ジョンが数曲を弾いた以外多くの楽曲でベースを弾き、それ以後パーラメントとファンカデリックの全てのアルバムに参加して非常に多くの曲でベースを弾き、時にボーカル、コーラス、ギターもこなした。同時期にPファンクに加入したブーツィー・コリンズはスター性があり、またベースの音色も目立つため、ブーツィーの影に隠れてしまいがちだが、コーデルは骨太で非常に堅実なベースを弾き、特にブーツィーが自身のバンド（ブーツィーズ・ラバー・バンド）で忙しくなると、Pファンクのメインベーシストとして舞台裏を支えた。
1979年頃からはPファンクのメイン・ベーシストの地位をロドニー・"スキート"・カーティスに譲り、リズム・ギターやボーカルを主に担当した。1980年代以降は音楽界から遠ざかり、時折Pファンク関連で姿をみせる程度となった。1994年のコメディー映画『PCU』で、ジョージ・クリントンらとともに、本人役として登場したり、2005年のPファンク・オール・スターズのアルバム『How Late Do U Have 2BB4UR Absent?』に参加したりしている。
1997年、パーラメント - ファンカデリックのメンバーとして、ロックの殿堂入りを果たした。
2011年7月8日、パーラメント/ファンカデリックの公式Facebookにて危篤状態であることを報告、その2年後の2013年4月18日に、他界。死因は発表されていない。60歳没。

## 楽器と奏法
リッケンバッカー社製モデル4002ベースを使用。リック・ジェームスが同じベースを使用するが、これはコーデルに影響を受けたものだという。
コーデルのベースはこのリッケンバッカーの硬質で骨太なベース音を用いて、ゆったりレイドバックしたスタイルで大きなグルーヴを生み出す。ビリー・ネルソンの後任としてブーツィーらとともにPファンクに参加したが、ビリーが重く、土臭い演奏をするのに対し、コーデルはタイトで比較的よく動くベースラインを弾き、ファンカデリックの音は幾分洗練された音となった。ブーツィーと違いあまり前へ出て来ないが、（ブーツィーが何を弾いてもブーツィー色のファンクになるのに対し）コーデルはロック調のファンカデリックでも、ファンク調のパーラメントでも器用に弾きこなし、時にはブーツィーばりの、ファズとオートワウをかけたファンクベースを聴かせた。

## トリビア
- 本名はカーデル (Cardell) であるが、ファンカデリックとの初仕事であるアルバム『アメリカ・イーツ・イッツ・ヤング America Eats Its Young』で、名前のクレジットをコーデル (Cordell) に間違えられた。以来、コーデルの名前で仕事をしている[1]。

## ディスコグラフィ（代表的参加アルバム）

### ファンカデリック
- アメリカ・イーツ・イッツ・ヤング America Eats Its Young (Westbound, 1972)
- コズミック・スロップ Cosmic Slop (Westbound, 1973)
- スタンディング・オン・ザ・ヴァージ・オブ・ゲッティング・イット・オン Standing on the Verge of Getting It On (Westbound, 1974)
- レッツ・テイク・イット・トゥー・ザ・ステージ Let's Take It to the Stage (Westbound, 1975)
- ハードコア・ジョリーズ Hardcore Jollies (Priority, 1976)
- テイルズ・オブ・キッド・ファンカデリック Tales of Kidd Funkadelic (Westbound, 1976)
- ワン・ネイション・アンダー・ア・グルーヴ One Nation Under A Groove (Priority, 1978)
- アンクル・ジャム・ウォンツ・ユー Uncle Jam Wants You (Priority, 1979)

### パーラメント
- アップ・フォー・ザ・ダウン・ストローク Up for the Down Stroke (Casablanca, 1974)
- チョコレート・シティ Chocolate City (Casablanca, 1975)
- マザーシップ・コネクション Mothership Connection (Casablanca, 1975)
- ザ・クローンズ・オブ・ドクター・ファンケンシュタイン The Clones of Dr. Funkenstein (Casablanca, 1976)
- ライヴ!! Pファンク・アース・ツアー Live: P-Funk Earth Tour (Casablanca, 1977)
- ファンケンテレキーVS.プレイスボ・シンドローム Funkentelechy vs. the Placebo Syndrome (Casablanca, 1977)
- モーター・ブーティー・アフェアー Motor Booty Affair (Casablanca, 1978)
- トロンビピュレイション Trombipulation (Casablanca, 1980)

## 参考資料
1. ↑  Bass Player - Cordell "Boogie" Mosson